# Heliolonche pictipennis
Heliolonche pictipennis är en fjärilsart som beskrevs av Augustus Radcliffe Grote 1875. Heliolonche pictipennis ingår i släktet Heliolonche och familjen nattflyn. Inga underarter finns listade i Catalogue of Life.